# Karl-Heinz Wirth
Karl-Heinz Wirth (ur. 20 stycznia 1944 w Duisburgu) – niemiecki piłkarz grający na pozycji obrońcy.

## Kariera piłkarska
Karl-Heinz Wirth karierę piłkarską rozpoczął w juniorach Sportfreunde Hamborn 07, w którym w 1962 roku przeniósł się do występującej w Oberlidze zachodniej profesjonalnej drużyny klubu, w której debiut zaliczył 18 sierpnia 1962 roku w wygranym 1:0 meczu wyjazdowym z Viktorią Kolonia, w którym na lewym skrzydle rywalizował wraz z Willibertem Kremerem i Jürgenem Schultem. W sezonie 1962/1963 klub zakończył rozgrywki ligowe na 12. miejscu, a Wirth wraz z kolegą z klubu – Rolfem Schafstallem rozegrał wszystkie 30 meczów ligowych, w których zdobył 1 gola.
W 1963 roku po zmianie systemu ligowego Sportfreunde Hamborn 07 przystąpił do Regionalligi zachodniej w której w latach 1963–1965 rozegrał 72 mecze, w których zdobył 9 goli. W sezonie 1963/1964 wraz z kolegami z klubu – Klausem Kunkelem, Rainerem Plichem, Heinzem Pliską, Franzem-Josefem Sarną, Erichem Schillerem, Herbertem Schwinningiem zakończył rozgrywki ligowe na 14. miejscu, natomiast w sezonie 1964/1965 na 8. miejscu, po czym Wirth odszedł z klubu.
W trakcie kariery piłkarskiej zyskał pseudonim Kalla.

### Eintracht Frankfurt
Następnie został zawodnikiem Eintrachtu Frankfurt, w którego barwach 4 września 1965 roku pod wodzą trenera drużyny Orłów – Elka Schwartza zadebiutował w Bundeslidze, w przegranym 4:1 meczu wyjazdowym z Hannoverem 96. W 1966 roku po wygranej rywalizacji z czechosłowackim Internacionálem Bratysława (3:2, 1:1) w finale Pucharu Intertoto 1966/67 Orły zdobyły trofeum, a w sezonie 1966/1967 w Pucharze Miast Targowych dotarły do półfinału, w którym przegrały rywalizację z jugosłowiańskim Dinamo Zagrzeb (3:0, 0:4 p.d.) oraz zdobyły Coppa delle Alpi 1967. Ostatni mecz w Bundeslidze rozegrał 9 czerwca 1973 roku pod wodzą trenera drużyny Orłów – Ericha Ribbecka, w przegranym 1:3 meczu domowym z MSV Duisburg, w którym w 8. minucie zastąpił kontuzjowanego Jürgena Grabowskiego.
Łącznie w klubie rozegrał 179 meczów, w których zdobył 1 gola (138 meczów w Bundeslidze, 11 meczów w Pucharze Niemiec, 1 mecz w Pucharze Ligi Niemieckiej, 13 meczów w Pucharze Miast Targowych, 8 meczów/1 gol w Pucharze Intertoto, 8 meczów w Coppa delle Alpi).

### Dalsze lata
Karl-Heinz Wirth po odejściu z Eintrachtu Frankfurt w 1973 roku odszedł do świeżo upieczonego amatorskiego mistrza Niemiec – SpVgg Bad Homburg, który wówczas występował w Amateurlidze w okręgu Hesja oraz w którym grał do 1977 roku. Następnie w sezonie 1977/1978 reprezentował barwy FC Paulus Gravenbruch, po czym zakończył piłkarską karierę.

## Kariera reprezentacyjna
Karl-Heinz Wirth w latach 1961–1962 w reprezentacji RFN U-18 rozegrał 10 meczów oraz wziął udział w dwóch turniejach juniorskich UEFA (1961 w Portugalii – 3. miejsce, 1962 w Rumunii). Na turnieju 1961 w Portugalii współtworzył parę obrońców drużyny Die Mannschaft wraz z Berndem Patzke. 

## Sukcesy
Eintracht Frankfurt
- Puchar Intertoto: 1967
- Coppa delle Alpi: 1967

Reprezentacyjne
- 3. miejsce na turnieju juniorskim UEFA: 1961